# Puchar Polski w piłce siatkowej kobiet (1991/1992)
Puchar Polski w piłce siatkowej kobiet 1991/1992 – 35. sezon rozgrywek o siatkarski Puchar Polski, rozgrywany od 1932 roku.

## Klasyfikacja końcowa
| Miejsce | Drużyna                  |
| ------- | ------------------------ |
| 1.      | Pałac Polfrost Bydgoszcz |
| 2.      | Czarni Słupsk            |
| 3.      | Gedania Gdańsk           |
| 4.      | Wisła Kraków             |